# Distrito de Condormarca
El distrito de Condormarca es uno de los que conforman la provincia de Bolívar, bajo la administración del gobierno regional de La Libertad, al norte del Perú. 
Desde el punto de vista jerárquico de la Iglesia católica forma parte de la prelatura de Huamachuco.

## Historia
Fue creado mediante la Ley  N.º 2346 de creación de la Provincia de Caxamarquilla, del 20 de noviembre de 1916.

## Geografía
Abarca una superficie de 331,26 km². 

## Autoridades

### Municipales
- 2013 - 2014[2]
  - Alcalde: Segundo Andrés Sopla Coronel, Partido Popular Cristiano (PPC).
  - Regidores: Porfirio Malla Rebaza (PPC), Wilson Castro Puitiza (PPC), Mariano Wilder Rojas Baltodano (PPC), Juliana Sunilde Llancar Villalva (PPC), Mauro Vergaray Bogarín (Partido Aprista Peruano).[3]
- 2007 - 2012[4]
  - Alcalde: Neil Sánchez Torres.

### Policiales
- Comisario:  PNP.

### Religiosas
- Prelatura de Huamachuco[5]
  - Obispo Prelado de Huamachuco: Monseñor Pascual Benjamín Rivera Montoya TOR
- Parroquia
  - Párroco: R.P. Agustín Díaz Pardo (2022-ss)